# Roumazières-Loubert
Roumazières-Loubert is een plaats en voormalige gemeente in het Franse departement Charente in de regio Nouvelle-Aquitaine en telt 2616 inwoners (2005). De plaats maakt deel uit van het arrondissement Confolens. Roumazières-Loubert is op 1 januari 2019 gefuseerd met de gemeenten Genouillac, Mazières, La Péruse en Suris tot de gemeente Terres-de-Haute-Charente. 

## Geografie
De oppervlakte van Roumazières-Loubert bedraagt 46,9 km², de bevolkingsdichtheid is 55,8 inwoners per km².

## Verkeer en vervoer
In de gemeente ligt spoorwegstation Roumazières-Loubert.
De onderstaande kaart toont de ligging van Roumazières-Loubert met de belangrijkste infrastructuur en aangrenzende gemeenten.

## Demografie
Onderstaande figuur toont het verloop van het inwonertal (bron: INSEE-tellingen).